# Manuskripte-Preis
Der manuskripte-Preis des Landes Steiermark gebührt jenen Schriftstellern, welche in Verbindung mit der Zeitschrift manuskripte stehen und Werke auf dem Gebiet der Lyrik, der Prosa, des Dramas oder des Essays veröffentlicht haben.

## Vergabe, Dotierung
Der manuskripte-Preis wurde erstmals 1981 verliehen. Seit dem Jahr 2002 erfolgt die Vergabe im Abstand von zwei Jahren, seit 2007 wird er im Drei-Jahres-Rhythmus vergeben, seit 2019 wieder jedes zweite Jahr. Er ist, seit 2012, mit 10.000 Euro dotiert. 

## Preisträger
- 1981 Alfred Kolleritsch
- 1982 Ernst Jandl
- 1983 Urs Widmer
- 1984 Gert Jonke
- 1985 Jürg Laederach
- 1986 H. C. Artmann
- 1987 Wolfgang Bauer
- 1988 Barbara Frischmuth
- 1989 Peter Waterhouse
- 1990 Michael Donhauser
- 1991 Gerhard Roth
- 1992 Klaus Hoffer
- 1993 Friederike Mayröcker
- 1994 Erwin Einzinger
- 1995 Reinhard P. Gruber
- 1996 Josef Winkler
- 1997 Franz Weinzettl
- 1998 Helga Glantschnig
- 1999 Hans Eichhorn
- 2000 Elfriede Jelinek
- 2001 Felix Philipp Ingold
- 2002 Lydia Mischkulnig
- 2004 Wilhelm Hengstler
- 2006 Oswald Wiener
- 2009 Thomas Stangl
- 2013 Monique Schwitter
- 2016 Andreas Unterweger
- 2019 Gerhild Steinbuch
- 2021 Laura Freudenthaler[1]
- 2023 Yevgeniy Breyger
- 2025 Volha Hapeyeva